# Junio Brain Trust
Junio Brain Trust（日語片假名：ジュニオ ブレイン トラスト），是一家日本動畫公司，其主要業務是動畫作品的版權管理。舊的公司名稱是Studio Junio。

## 歷史
- 1960年代
  - 1960年，香西隆男從东京艺术大学雕刻科毕业后进入东映动画（现：东映Animation）。
  - 1964年，香西隆男与永树凡人、我妻宏、小泉谦三等人一起辞职，设立動畫工作室 Hatena Pro（ハテナプロ），担当东映动画作品《魔法使莎莉》等的作画。
  - 1968年，香西隆男成立Studio Junio（スタジオジュニオ，以下简称Junio），原Hatena Pro員工今沢哲男加入 Junio。
  - 1969年，Hatena Pro解散。
    - 村田耕一和小松原一男成立OH!Porduction（OH!プロダクション）
    - 我妻宏和小泉謙三成立Studio Mates（スタジオメイツ）
    - 永树凡人成立Studio Joke（スタジオジョーク）。
- 1970年代
  - 1972年，我妻宏由Studio Mates轉入。延續Hatena Pro的營運模式，Junio以东映动画與东京电影（現：TMS娛樂）的電視節目委外製作为主要業務。
- 1980年代
  - 东京电影由香西與今沢哲男兩人為核心開發的作品有《大白鯨》、《鐵超人》、《新巨人之星》、《小狗阿班（おはよう!スパンク）》等。
  - 东映动画和Group Tac由岡崎稔與前田實兩人為核心開發的作品有《怪博士與機器娃娃》、《七龍珠》、《TOUCH 鄰家女孩》等。
  - 每个月大約有20份訂單，工作人员达到120人。Junio以秉持著忠實呈現原作畫風為創辦理念。由於該公司並非主要承包商，香西積極招募員工，希望擁有較大發言權。
- 1990年代
  - Junio把东京电影出身的片山哲生所创立的动画制作公司Image Kay（イメージケイ）的工作作为订單。NHK教育頻道天才兒童MAX的动画NHK衛星第2電視的工作为中心，自社制作的进展顺利。
  - 1997年4月开始播放的动画《Hakugei: Legend of the Moby Dick（白鯨伝説）》制作日程出問題，因为违约金使得原承包商倒闭。
  - 1997年10月底播放中断。由Junio担当制作的《天才兒童MAX》动画《救命戦士ナノセイバー》在1998年1月完成，但是因為Image Kay破产，危害到Junio，动画电影《GUNDRESS（ガンドレス）》面臨製作困難。
  - 1999年，因為《GUNDRESS》的事件。动画制作公司Sanctuary（サンクチュアリ）以4亿日元向制作委员会承包，再以2亿日元制作费向Junio订货。然而Junio无法赶上1999年3月的公映，制作委员会原本預定的公映日期為3月20日，在作品仍未完成的状态下，日活强行公告在全国42個东映剧场放映的訊息，成为报纸社会版报道的丑闻。为了讓《GUNDRESS》完成作品，又多花费了1亿日元。於是东映對日活、日活对Sanctuary、Sanctuary对Junio分别提出了损害赔偿请求，Junio因而暂时停止營業。在这个时候，香西讓Junio员工獨立出去，一个人承担失败的责任。

- 2000年代
  - 2000年公司名稱变更为“Junio Brain Trust”（ジュニオ ブレイン トラスト），同時改组为股份公司，並重新开始活动。香西从1979年左右开始制作的教育动画當作公司主軸。
  - 2004年最後的作品《雲的学校（雲の学校）》之後也撤出該領域。
  - 2008年到现在的业务是以过去制作的作品的版权管理为主。

## 主要成員
- 香西隆男
- 岡崎稔
- 前田實
- 鈴木欽一郎
- 今沢哲男
- 端名貴勇
- 井上俊之
- 梶島正樹
- 神戸守

- 佐藤正樹
- 堀内修
- 松田勝巳
- 前田勝己
- 熊谷哲矢
- 小島正幸
- 古川政美
- 関田修
- 追崎史敏

- 永丘昭典
- 江口壽志
- 岩井優器
- 渡辺武文
- 早川光相
- 西山里枝
- 今沢恵子
- 荒牧園美

## 主要作品

### 動畫製作・製作協力

#### Image Kay、片山哲生作品
- Holly the Ghost（1991年 - 1993年、NHK製作）
- 恐竜惑星（1993年 - 1994年、NHK製作、動畫製作：片山哲生）
- ジーンダイバー（1994年 - 1995年、NHK製作、動畫製作：片山哲生）
- アリス探偵局（1995年 - 1997年、NHK製作、動畫製作：片山哲生）
- はりもぐハーリー（1996年 - 1997年、NHK製作、動畫製作：Image Kay和Studio Junio連名）
- 白鯨伝説（第1期）（1997年、Image Kay和日本索尼音樂娛樂共同製作）
- 救命戦士ナノセイバー（1997年 - 1998年、NHK製作、動畫製作：片山哲生）

#### MADHOUSE作品
- D・N・A²
- 魔性菩薩
- 槍神Trigun
- 危險調查員
- Bビーダマン爆外伝V
- 麗佳公主
- 火聖旅團 DNA Sights 999.9
- 美幸夢遊仙境

#### 其他
- ぬ〜ぼ〜NOOBOW
- 奪寶奇謀
- タイコンデロンガのいる海
- ひらけ!ポンキッキ めいさくワールド
- Macross 7: The Galaxy Is Calling Me!
- 機械女神J
- 魔法のプリンセス ミンキーモモ OVA MINKY MOMO IN 夢にかける橋
- 忍者外傳
- ぷっつんメイクLOVE
- 七都市物語
- マドンナ
- くもりのち晴れ
- 100ばんめのサル
- タイコンデロンガのいる海
- むくはとじゅうの名犬物語
- おばけ煙突のうた
- 雪国の王子さま
- 太平洋にかける虹
- 三隻眼
- アマダアニメシリーズ スーパーマリオ

### 承包

#### 東映動畫
- 玲瓏三勇士
- 金剛大魔神
- 一休和尚
- Gu-Guガンモ
- 飛鷹一號
- 停止！！雲雀
- 無敵鐵金剛
- さるとびエッちゃん
- 巴比倫2世
- 魔法使恰比
- 怪博士與機器娃娃
- 龍珠
- 龍珠Z
- ミラクル少女リミットちゃん
- 小仙女
- 剣之介さま
- 音速小子CD ※OP・ED動畫制作。

#### 東京電影
- 大白鯨
- 新巨人之星
- 山林小獵人
- 鐵超人
- おはよう!スパンク
- 柔道讃歌
- サッカーフィーバー
- 魯邦三世 (TV第1系列)
- Bugってハニー
- 新網球甜心
- 荒野の少年イサム
- とんでモン・ペ
- 麵包超人

#### Group TAC
- 青春野球部Nine
- TOUCH 鄰家女孩
- 陽光普照！
- 淘氣貓 喵喵三丁目
- 快打旋風II V
- 暖暖日記

#### 其他
- 環遊世界八十天
- ホワッツマイケル
- パラソルヘンべえ
- 蔬果村的故事（人物設定/動畫協力）
- 赤腳阿元2（劇場映画、動畫協力）
- 甜心戰士（OVA、東映視訊）

## 外部公司
- Synergy SP（旧名・Synergy Japan。岡崎稔、我妻宏・前田實在1998年共同創辦。日本Animedia以製作海外合作動畫為主）
- Studio伽藍（早川光相與當時在籍的神戶守一起於1997年創辦。。『庫洛魔法使』等承包商）
- STUDIO FLAG（早阪哲也於1999年設立。主要從事其他公司的承包活動）

## 外部連結
- 公式サイト（關閉）